# كهف بلومبوس
كهف بلومبوس هو موقع أثري يقع على بعد حوالى 300 كلم شرق كيب تاون على الساحل الجنوبي بجنوب أفريقيا. ويحتوي الكهف على أدوات من العصر الحجري الأوسط تقدر ما بين 70،000 إلى 100،000 سنة، وكذلك أخرى من العصر الحجري المتأخر  تم الحفر في الموقع لأول مرة في عام 1991 وأجري العمل الميداني هناك على أساس منتظم منذ عام 1997 وما زالت متواصلة 